# Formación La Horqueta
La formación La Horqueta es una unidad litoestratigráfica del paleozoico superior que aflora en el bloque de San Rafael, en el centro y este de la provincia de Mendoza, en la región cuyana de Argentina.

## Edad
Inicialmente esta formación fue datada en el lapso transicional silúrico-devónico, 417-354 Ma y 443-417 Ma respectivamente, debido a los hallazgos de evidencia fósil.

## Antecedentes
La primera mención para las unidades ordovícicas desarrolladas en el ámbito del Bloque San Rafael fue “Serie de la Horqueta”. Posteriormente se separó la “Serie de la Horqueta” en dos unidades: una más antigua a la que definió como "Formación La Horqueta" y otra más reciente definida como "Formación Río Seco de los Castaños" portadora de corales devónicos.

## Litología
Posee alternancia de metacuarcitas, pizarras, filitas y esquistos en facies de esquistos verdes.

## Fósiles
Se hallaron graptolites de era caradociana al oeste de la ciudad de San Rafael y palinomorfos de edad silúrica en la zona del Nihuil.

## Correlación
La Formación La Horqueta se correlaciona con la Formación Las Lagunitas ubicada en el extremo suroriental de la Cordillera Frontal.

## Ambiente de depositación
En un primer momento se asignó un ambiente de flysch. Posteriormente se interpretó un ambiente netamente marino anaeróbico. Actualmente se interpreta como un ambiente marino de plataforma silicoclástica anóxica.

## Relaciones estratigráficas
Se comporta como roca de caja de los cuerpos intrusivos de Gabro Loma Alta y plutonitas de La Bordalesa, e infrayace en contacto transicional con la Formación Río Seco de los Castaños